# Antônio Filoxeno
Antônio Filoxeno (em latim: Antonius Philoxenus) foi um oficial romano do século III, ativo durante o reinado do imperador Galiano (r. 253–268). Segundo referências em papiros, Antônio Filoxeno era um homem espectável (vir spectabilis) e presumivelmente teria exercido a função de procurador no Egito em algum momento entre 262 e 271.
Os autores da Prosopografia do Império Romano Tardio sugerem o ano de 263. Alguns papiros fazem referências a pagamentos feitos em sua conta e que teria compartilhado em 274 com Aurélia Apiana Diodora e a matrona estolada Posidônia, sua esposa presumida.